# CAESAR (artillerisystem)
 For alternative betydninger, se Cæsar.
CAESAR (CAmion Équipé d'un Système d'ARtillerie; fransk: Lastbil udstyret med et artillerisystem) er en franskudviklet selvkørende 155 mm haubits installeret på et 6×6 eller 8×8 lastbilchassis. Armée de terres 6×6 version af systemet blev præsenteret i 1994 og består af et Renault Sherpa 10-chassis, mens eksportversionen benytter et 6×6 Unimog U2450L-chassis. Den nye 8×8 version blev præsenteret i 2015, og dette system benytter Tatra 815-chassis.
CAESAR-platformen blev udviklet af det daværende GIAT Industries (nu kendt som Nexter).

## Udvikling
CAESAR blev udviklet i 1990'erne som et teknologikoncept af det franske regeringsejede firma GIAT Industries i samarbejde med Lohr Industrie. Systemet blev fremvist første gang for offentligheden i 1994. Fire år senere blev en prototype testet af den franske hær. CAESAR artillerisystemet er en videreudvikling af den aldrende AM F3-haubits som var baseret på den lette AMX-13 kampvogns chassis.

## CAESAR 6×6
Den oprindelige CAESAR 6×6 er en 155 mm/52 kaliber selvkørende haubits, der kan medbringe 18 granater. Systemet har en normal besætning på 5 mand, men kan benyttes med så få som 3 mand. Pjecen har en skudrækkevidde på mere end 40 kilometer ved hjælp af specielt udviklet ammunition (ERFB). Rækkevidden kan udvides til over 50 kilometer ved hjælp af raketassisteret ammunition (en) (RAP). Systemet er fuldt digitaliseret.
Grundet øget efterspørgsel har Nexter udviklet et pansringssystem der skal beskytte besætningen når denne befinder sig i køretøjets kabine. Pansringen beskytter mod improviserede sprængladninger, landminer samt granater på op til 155 mm der eksploderer i umiddelbar nærhed af køretøjet. Pansringen kan eftermonteres på allerede eksisterende systemer. Den øgede pansring vil øge den samlede vægt med 400 kg og øger den samlede pris pr. system med 4-5 procent.

## CAESAR 8×8
Den 16. september 2015 offentliggjorde Nexter en ny version af systemet benævnt CAESAR 8×8 på DSEI 2015. Det fremviste system benyttede et modificeret Tatra 8×8-chassis, men kan også monteres på chassis fra Renault Trucks Defense eller Rheinmetall MAN. CAESAR 8×8 blev fremvist med en standard upansret kabine, men systemet kan også bestilles med en pansret kabine. Systemets samlede vægt vil afhænge af pansringsniveauet, men den fuldt pansrede version vil veje omkring 30-32 ton. Systemet bliver fremdrevet af en dieselmotor med 410 hestekræfter.
Systemet kommer standard med level 2 beskyttelse, og kan opgraderes med tillægspansring til level 3 (balistisk). Kanonen er en 155mm/52 med en rækkevidde på mere end 40 km (ERFB) og 50 km (RAP), og kan med med semiautomatisk eller automatisk ladesystem skyde 6 skud på 60 sek. Der kan medbringes op til 36 granater. Betjeningen gøres med en besætning 3 til 5 soldater. Køretøjet kan på vej køre 90 km/t og off-road 50 km/t, og det har en rækkevidde på 600 km ved kørsel på vej. Den pansrede version vejer ca. 32 tons, er 12,3 meter lang, 3,1 meter høj og 2.8 meter bred.
Hver af de nye kanoner har en ildkraft, der er seks gange større end den nuværende M109 howitzer (en) haubitser og svarer til et helt batteri. Én pjece CAESAR 8×8 hævdes at kunne ramme det samme mål med flere granater på samme tid. Denne skydeteknik kaldes Multiple Rounds Simultaneous Impact (MRSI). Med MRSI affyrer man tre eller flere granater lige efter hinanden i forskellige buer (krumbaner) frem mod målet. En flyver højt op og ned. En flyver midt i mellem og en flyver lavt. Det betyder, at de kan ramme det samme mål på samme tid.
8×8 versionen kan i modsætning til 6×6 versionen ikke lufttransporteres i forsvarets C130 Herkules, idet der kræves et fly med større kapacitet.

## Brugere
- Frankrig: Den første kontrakt på 5 6×6 haubitsere blev indgået den 20. september 2000. Disse blev leveret i 2003. Efter en omfattende teknisk og operativ evaluering blev yderligere 72 systemer af 6×6 versionen bestilt ved udgangen af 2004.
- Saudi Arabien: I 2006 offentliggjorde GIAT et salg på 76 systemer samt en option på 4 systemer til Saudi Arabien. Optionen på 4 enheder blev aktiveret i januar 2007. De første to systemer blev samlet i frankrig mens de resterende blev samlet i Saudiarabien. I alt er der solgt 136 systemer af 6×6 versionen til Saudiarabien.[10]
- Indonesien: Indonesien købte 37 systemer af 6×6 versionen for 240 mio. dollar og yderligere 18 6×6 blev bestilt i februar 2017.[11][12][13]
- Libanon: Frankrig har solgt 28 systemer af 6×6 versionen til Libanon, dette var finansieret af et saudiarabisk tilskud.
- Thailand: 6 CAESAR 6×6 er solgt til Thailand og er leveret på det franske Sherpa 6×6-chassis.[3]
- Danmark: I alt 19 CAESAR 8×8 leveres frem til 2023. Den 14. marts 2017 blev det endelige valg af Danmarks nye artillerisystem truffet ved forligskredsmøde i Folketinget efter indstiling fra Forsvarsministeriets Materiel- og Indkøbsstyrelse.[9] Sidstnævnte underskrev den 22. maj 2017 kontrakten på 15 nye artilleripjecer af typen CAESAR 8×8 med Tatra-chassis, fuld tillægspanser og semiautomatisk ladesystem fra franske Nexter Systems med en option på yderligere seks pjecer. Hele kontrakten omhandler dog også køb af skydeledelsessystem, initial reservedelspakning, indledende uddannelse og en serviceaftale over 10 år.[14] I juni 2019 oplyses det, at de 15 nye artilleripjecer leveres 2020-2021.[15] Den 11. oktober 2019 underskrev Forsvarsministeriets Materiel- og Indkøbsstyrelse kontrakten på levering af yderligere 4 nye artilleripjecer i 2023.[16] Samlet forventes det, at der i 2023 findes 19 CAESAR 8×8 systemer i 3 batterier ved Danske Artilleriregiment på Oksbøl Kaserne, Danmark.
- Tjekkiet: I juni 2020 besluttede Tjekkiet at købe 52 CAESAR 8×8 monteret på Tatra-chassis, som forventes leveret 2022-26.[17]
- Ukraine: 6 CAESAR 6x6.[17]

## Galleri
- CAESAR 8×8 på Danish Air Show
- CAESAR 6×6 set fra siden.
- Nærbillede af CAESAR 6×6.
- CAESAR 6×6 giver ildstøtte i Afghanistan i august 2009.
- CAESAR 6×6 gun line i Afghanistan, august 2009.
- CAESAR 6×6 under forberedelse til affyring i Afghanistan, august 2009.